# Hasanlı, Turhal
Hasanlı là một xã thuộc huyện Turhal, tỉnh Tokat, Thổ Nhĩ Kỳ. Dân số thời điểm năm 2011 là 107 người.